# Anglická vlajka

Anglická vlajka
Poměr stran: 3:5

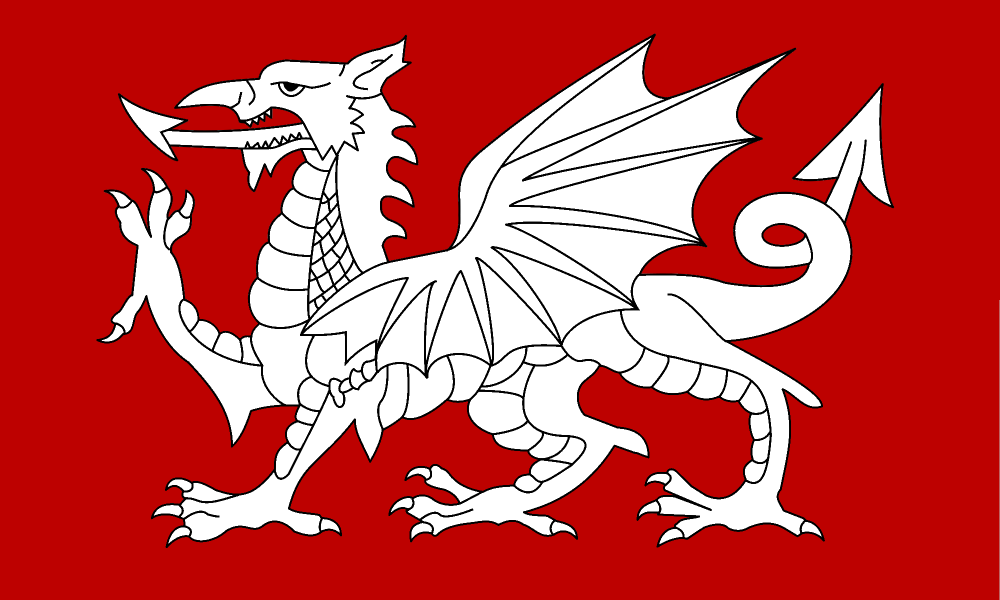
Neoficiální vlajka s drakem
Poměr stran: 3:5

Vlajka Anglie, jedné ze zemí Spojeného království, je tvořena bílým listem o poměru stran 3:5 se svatojiřským křížem. Šířka kříže je 1/5 výšky vlajky.
Je to jeden z nejstarších znaků reprezentujících Anglii. Svatý Jiří byl podle křesťanské hagiografie římským vojákem pocházejícím z Anatolie a je (mimo jiné i) patronem Anglie.
Vlajka Anglie byla zakomponována do britské vlajky a z ní odvozených vlajek, nebo např. do vlajky kanadské provincie Alberta. Obdobně byl červený svatojiřský kříž využit také na gruzínské vlajce.
Odlišnou neoficiální alternativou je červená vlajka s bílým drakem, která byla vytvořena na základě díla Historia Regum Britanniae od Geoffreye z Monmouthu, to připisuje bílého draka právě Angličanům, resp. Anglosasům.[zdroj?]

## Historie
Červený kříž se objevil jako znak již v době křížových výprav, ale tehdy byl užíván Francouzi a teprve během stoleté války došlo k výměně bílého kříže za červený. Status národní vlajky Anglie dostala na začátku 17. století, oficiální vlajkou je od roku 1606.

Královská standarta s heraldickým znakem Plantagenetů (1198–1340)
Královská standarta (1340–1395, 1399–1406)
Královská standarta (1395–1399)
Královská standarta (1406–1554, 1558–1603)
Královská standarta (1554–1558)